# سال‌شمار جنگ سرد

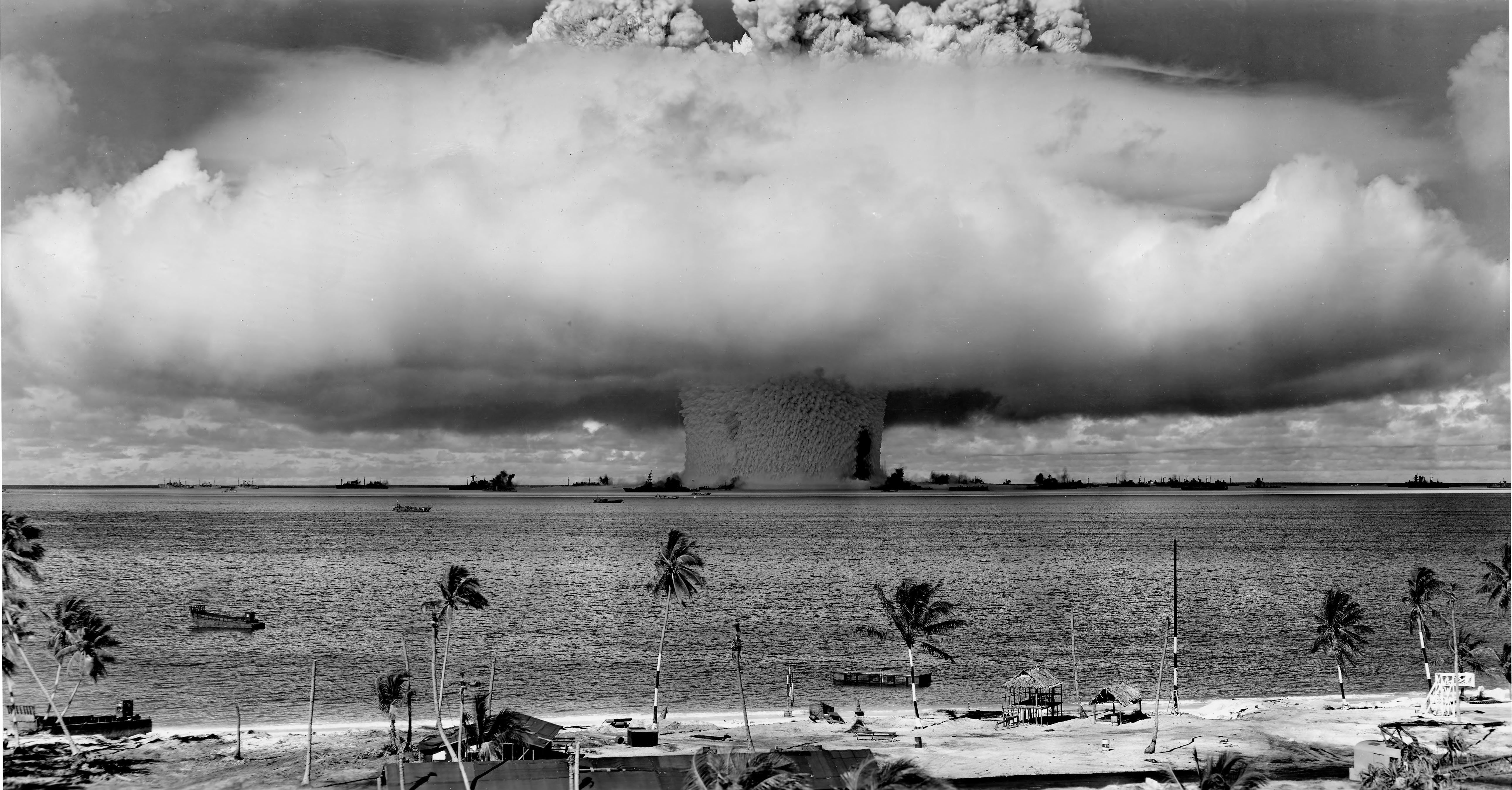
بررسی سلاح نظامی هسته‌ای توسط ارتش ایالات متحده

| سال  | واقعه |
| ---- | --- |
| ۱۹۴۵ | هم پیمانان پیروز جنگ جهانی دوم در کنفرانس‌های یالتا و پوتسدام ملاقات و برای دنیای بعد از جنگ تصمیم‌گیری کردند.                                                                |
| ۱۹۴۶ | چرچیل نخست وزیر سابق بریتانیا، در طی یک سخنرانی در شهر فولتن ایالت میزوری، با اشاره به تشکیل جمهوری‌های وابسته به شوروی در اروپا گفت که پرده آهنین بر اروپا کشیده شده است.   |
| ۱۹۴۷ | هری ترومن رئیس جمهور ایالات متحده آمریکا را متعهد به محدود نمودن گسترش جهانی کمونیسم کرد.                                                                                   |
| ۱۹۴۸ | نظامیان شوروی برلین غربی را محاصره نمودند. در طول این محاصره آمریکا و اروپای غربی، با یک پل هوایی به شهر غذا و سوخت می‌رساندند.                                              |
| ۱۹۴۹ | پیمان آتلانیتک شمالی (ناتو) شکل می‌گیرد. اتحاد شوروی اولین بمب اتمی خود را منفجر می‌کند. حزب کمونیست در چین به قدرت می‌رسد.                                                    |
| ۱۹۵۰ | جنگ کره آغاز می‌گردد. سناتور جوزف مک کارتی نفوذ کمونیست‌ها را در وزارت امور خارجه، فاش می‌سازد.                                                                                |
| ۱۹۵۲ | ایالات متحده اولین بمب هیدروژنی را آزمایش می‌کند. |
| ۱۹۵۳ | رهبر شوروی، ژوزف استالین می‌میرد. جنگ کره پایان می‌پذیرد. ارتش شوروی شورشها را در برلین شرقی سرکوب می‌کند.                                                                     |
| ۱۹۵۵ | پیمان ورشو که اتحادیه نظامی دولت های کمونیستی است، به رهبری شوروی شکل می‌گیرد.                                                                                               |
| ۱۹۵۶ | ارتش شوروی قیام مجارها را سرکوب می‌نماید. نیکیتا خروشچف رهبر شوروی، جنایات استالین را به‌طور علنی فاش می‌سازد.                                                                 |
| ۱۹۶۰ | هواپیمای جاسوسی یو۲ آمریکا بر فراز شوروی مورد هدف قرار می‌گیرد. جان. اف. کندی به عنوان رئیس جمهور ایالات متحده انتخاب می‌شود.                                                 |
| ۱۹۶۱ | تهاجمی به پشتیبانی آمریکا در خلیج خوک‌های کوبا، با شکست مواجه می‌شود. کمونیستها دیوار برلین را ساخته و برلین شرقی را از برلین غربی جدا می‌نمایند.                              |
| ۱۹۶۲ | ایالات متحده و اتحاد جماهیر شوروی قرار دادی مبنی بر منع آزمایش‌های هسته‌ای در اتمسفر به امضاء می‌رسانند. چین یک بمب اتمی را منفجر می‌سازد. «کندی» رئیس جمهور آمریکا ترور می‌شود. |
| ۱۹۶۴ | خروشچف از رهبری شوروی عزل می‌گردد. |
| ۱۹۶۵ | نظامیان آمریکا به ویتنام اعزام می‌شوند. |
| ۱۹۶۸ | دولت چکسلواکی در جریان بهار پراگ سعی در رهایی از کمونیسم دارد. نیروهای پیمان ورشو به چکسلواکی حمله می‌کنند.                                                                  |
| ۱۹۷۱ | ریچارد نیکسون رئیس‌جمهور آمریکا در جستجوی رابطه بهتر با چین کمونیست است. او در سال بعد مائوتسه تونگ را در پکن ملاقات می‌کند.                                                  |
| ۱۹۷۲ | پیمان سالت (مذاکرات محدودیت سلاحهای استراتژیک) منتج به توافقنامه نظامی بین ایالات متحده و اتحاد جماهیر شوروی می‌گردد. نظامیان آمریکا، ویتنام را ترک می‌گویند.                 |
| ۱۹۷۵ | کمونیستها قدرت را در ویتنام، لائوس و کامبوج دردست گرفتند. |
| ۱۹۷۹ | سربازان شوروی وارد افغانستان شدند تا دولت کمونیست رو به زوال را تقویت نمایند.                                                                                               |
| ۱۹۸۰ | جنبش همبستگی در لهستان به رهبری لخ والسا با حکومت کمونیستی آن کشور به مقابله می‌پردازد.                                                                                      |
| ۱۹۸۳ | مرحله جدیدی از مسابقه تسلیحات هسته‌ای آغاز می‌گردد. موشکهای کروز در اروپا استقرار می‌یابند.                                                                                    |
| ۱۹۸۵ | میخائیل گورباچف رهبر اتحاد جماهیر شوروی می‌شود. سیاستهای او نهایتاً به پایان جنگ سرد کمک می‌نماید.                                                                             |